# Тумсойская башня
Тумсойская башня (чечен. Тумсойн бӀов) — жилая башня позднего средневековья в Шатойском районе Чечни. Принадлежит тайпу Тумсой. Башня имеет высоту около 5 м. Была построена, по-видимому, в XVI веке. Объект культурного наследия регионального значения.

## Описание
Башня находится в селении Тумсой у подножия горы Тумсой-Лам. Башня высится на крутом берегу речки Тумсой-ахк, занимая естественно укрепленный со всех сторон мыс, образованный течением речки и близлежащими балками.
Стены башни с внешней стороны сложены из массивных известковых плит, а с внутренней — из кускового речного камня.
Внутри стены башни — между внешней и внутренней частями — оставлено пространство, которое состоит из сообщающихся между собой прямоугольных ячеек. Горячий дым из очага на первом этаже поступал в эти ячейки и, совершая обороты по всему периметру стен, выходил через специальное отверстие на верхнем этаже.

## История
В ходе двух военных кампаний Тумсойская жилая башня, как и другие историко-архитектурные памятники Чечни, сильно пострадала. Были начаты ремонтно-восстановительные работы.

## Галерея

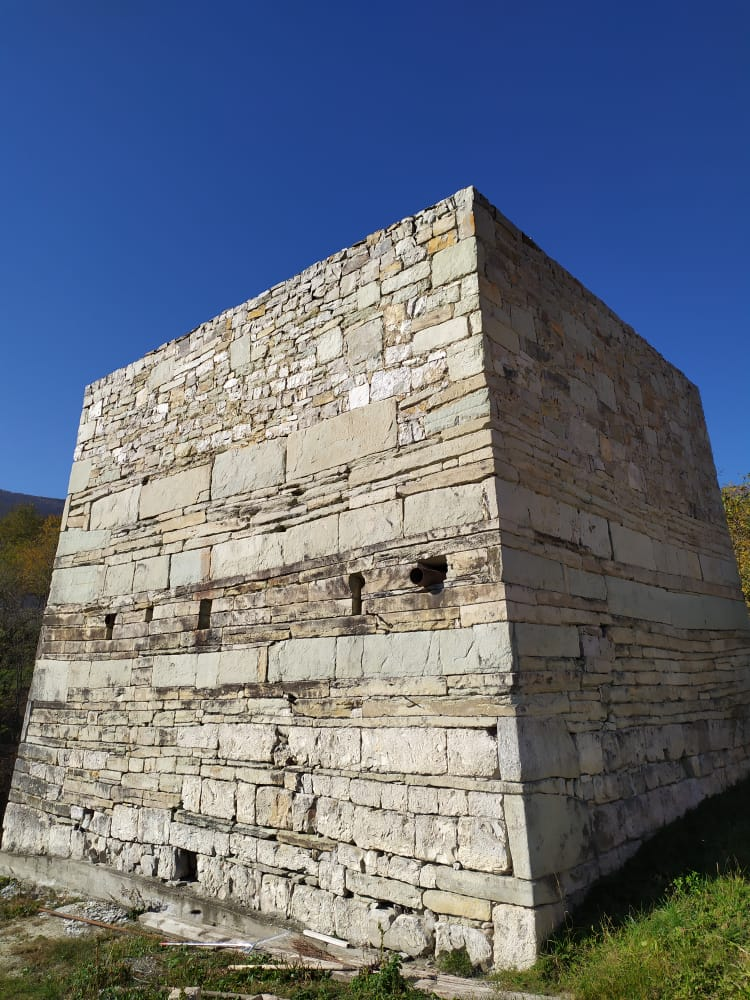
Родовая башня тайпа Тумсой
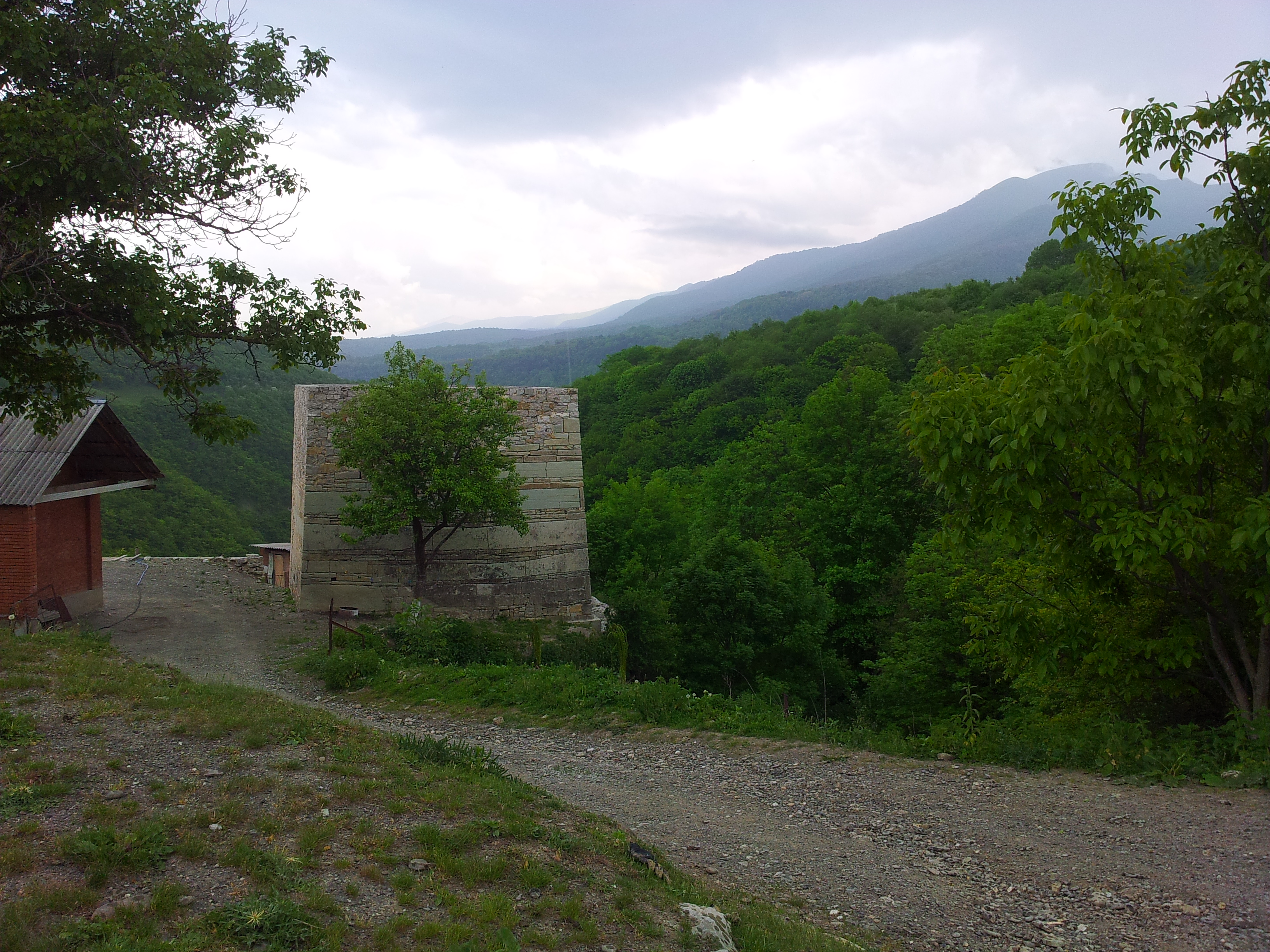
Тумсойская башня
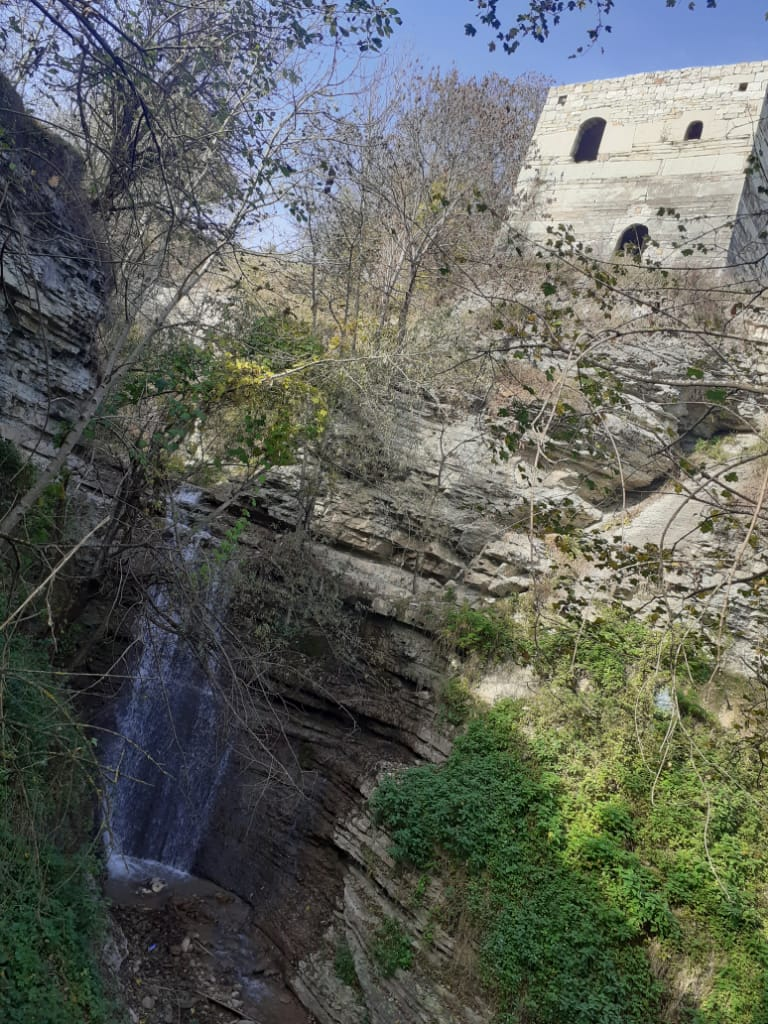
Родовая башня тайпа Тумсой